# アニマル・レスリー
アニマル・レスリー（Animal Lesley、本名：ブラッドリー・ジェイ・レスリー（Bradley Jay Lesley）、1958年9月11日 - 2013年4月28日）は、アメリカ合衆国カリフォルニア州出身の元プロ野球選手（投手、右投右打）、タレント。
登録名は、MLBが「ブラッド・レスリー（Brad Lesley）」、阪急ブレーブスが「アニマル」。日本におけるタレント活動時の芸名は「亜仁丸レスリー（あにまる - ）」。

## 経歴

### プロ入り後
1978年のMLBドラフト1巡目（全体の9番目）にてシンシナティ・レッズから指名を受け契約。1982年7月31日、メジャーデビュー。1985年、ミルウォーキー・ブルワーズへ移籍。
レッズ在籍時には、セーブを挙げた歓喜から味方選手とのタッチしたり、雄叫びを上げるシーンが「プロ野球珍プレー・好プレー大賞」（フジテレビ）にて取り上げられた。
1986年、阪急ブレーブスへ入団。同年は19セーブを挙げ、マウンドにて雄叫びを上げたり、勝利後には味方捕手の藤田浩雅に対しスキンシップとして殴りかかるなど派手なパフォーマンスで人気を得る。また試合を締めた際には恒例として力士の手刀を真似ていた。
1987年、5セーブと不調のままシーズンを終えた。同年現役を引退。
元同僚の山田久志は、後年出演したサンデードラゴンズ（CBCテレビ）にて、印象に残る外国人選手にレスリーの名を挙げ「あいつは大変だった」と漏らしている。山田によれば、抑えで登板するたびにスキンシップとしてマウンドで捕手を殴りつけたあとロッカールームでも暴れ、その振る舞いは球場の風呂場まで続いていたという。一方、在籍当時の上田利治監督およびチームメイトである星野伸之、福良淳一によれば、試合前やプライベートでは真面目で気弱な一面もあったという。

### 現役引退後
引退後はビートたけし率いる『たけし軍団』へ加入し、タレント（亜仁丸レスリー名義）として日本で活躍（「亜仁丸」の名付け親は元同僚の福本豊）。『痛快なりゆき番組 風雲!たけし城』（TBS）へのレギュラー抜擢のほか、『必殺ワイド・新春 久しぶり!主水、夢の初仕事 悪人チェック!!』（テレビ朝日）や『探偵!ナイトスクープ』（朝日放送）、数々の映画に出演。また郵便局や日清食品『カップヌードル』（「HUNGRY?」のナレーション）といったCMでも活躍した。
また、日本テレビが当時放送していたNFLへゲスト出演している。番組中に状況説明したり、情報を披露するなど解説の役割も担っていた。
その後はロサンゼルスに在住。サンフランシスコ・ジャイアンツにて少年野球のピッチング・インストラクターを務めた。元妻は日本人。
2013年4月28日、カリフォルニア州マリナ・デル・レイの病院にて腎不全により54歳で死去。

## 詳細情報

### 年度別投手成績
| 年 度    | 球 団    | 登 板 | 先 発 | 完 投 | 完 封 | 無 四 球 | 勝 利 | 敗 戦 | セ 丨 ブ | ホ 丨 ル ド | 勝 率 | 打 者 | 投 球 回 | 被 安 打 | 被 本 塁 打 | 与 四 球 | 敬 遠 | 与 死 球 | 奪 三 振 | 暴 投 | ボ 丨 ク | 失 点 | 自 責 点 | 防 御 率 | W H I P |
| -------- | -------- | ----- | ----- | ----- | ----- | -------- | ----- | ----- | -------- | ----------- | ----- | ----- | -------- | -------- | ----------- | -------- | ----- | -------- | -------- | ----- | -------- | ----- | -------- | -------- | ------- |
| 1982     | CIN      | 28    | 0     | 0     | 0     | 0        | 0     | 2     | 4        | --          | .000  | 151   | 38.1     | 27       | 1           | 13       | 4     | 0        | 29       | 1     | 1        | 13    | 11       | 2.58     | 1.04    |
| 1983     | CIN      | 5     | 0     | 0     | 0     | 0        | 0     | 0     | 0        | --          | ----  | 32    | 8.1      | 9        | 1           | 0        | 0     | 0        | 5        | 0     | 0        | 2     | 2        | 2.16     | 1.08    |
| 1984     | CIN      | 16    | 0     | 0     | 0     | 0        | 0     | 1     | 2        | --          | .000  | 87    | 19.1     | 17       | 3           | 14       | 1     | 0        | 7        | 0     | 0        | 11    | 11       | 5.12     | 1.60    |
| 1985     | MIL      | 5     | 0     | 0     | 0     | 0        | 1     | 0     | 0        | --          | 1.000 | 29    | 6.1      | 8        | 2           | 2        | 0     | 0        | 5        | 0     | 0        | 7     | 7        | 9.95     | 1.58    |
| 1986     | 阪急     | 42    | 0     | 0     | 0     | 0        | 5     | 3     | 19       | --          | .625  | 230   | 51.1     | 57       | 1           | 23       | 1     | 3        | 39       | 1     | 1        | 19    | 15       | 2.63     | 1.56    |
| 1987     | 阪急     | 18    | 0     | 0     | 0     | 0        | 2     | 2     | 5        | --          | .500  | 83    | 17.2     | 18       | 1           | 10       | 1     | 3        | 19       | 1     | 0        | 10    | 8        | 4.08     | 1.58    |
| MLB：4年 | MLB：4年 | 54    | 0     | 0     | 0     | 0        | 1     | 3     | 6        | --          | .250  | 299   | 72.1     | 61       | 7           | 29       | 5     | 0        | 46       | 1     | 1        | 33    | 31       | 3.86     | 1.24    |
| NPB：2年 | NPB：2年 | 60    | 0     | 0     | 0     | 0        | 7     | 5     | 24       | --          | .583  | 313   | 69.0     | 75       | 2           | 33       | 2     | 6        | 58       | 2     | 1        | 29    | 23       | 3.00     | 1.57    |

### 記録
NPB初記録
- 初登板：1986年4月8日、対南海ホークス1回戦（大阪スタヂアム）、8回裏に5番手で救援登板・完了、2回1失点
- 初奪三振：同上、9回裏に山村善則から
- 初セーブ：1986年4月13日、対西武ライオンズ2回戦（阪急西宮球場）、8回表2死に2番手で救援登板・完了、1回1/3無失点
- 初勝利：1986年4月14日、対西武ライオンズ3回戦（阪急西宮球場）、8回表に4番手で救援登板・完了、2回無失点

NPBその他の記録
- オールスターゲーム出場：1回 （1986年）

### 背番号
- 50（1982年 - 1984年、1986年 - 1987年）
- 37（1985年）

## 関連情報

### レコード
- 「チャンピオン・アニマル（VICTORY IS SWEET）」（1986年）

作詞：トミー・スナイダー 作曲：ミッキー吉野 編曲：岩本正樹
- 「ビクトリーズ〜アニマルのテーマ〜」（1986年）

作詞：ニール・パート 作曲：ゲディー・リー／アレックス・ライフソン 編曲：岩本正樹
- 「アニマルのテーマ」は「風雲！たけし城」のアトラクション「アニマルBANG!（アニマルドカン）」のBGMに使用された。

### 映画
北野武監督映画の他、アメリカのいくつかの映画にも出演している。
- 『BROTHER』 (2000年)
- 『ザ・ブレイン Big Monster on Campus』 (2000年)
- 『Buddy』 (1997年)
- 『スペース・ジャム』 (1996年) （彼自身として出演）、NBAバスケットボールのスーパースター、マイケル・ジョーダンと共演している。
- 『A Boy Called Hate』 (1996年)
- 『リトル・ビッグ・フィールド』（原題：Little Big League） (1994年)
- 『ミスター・ベースボール』 (1992年)
- 『雪のコンチェルト』 (1991年)

### 著書
- 『アニマルのプロ野球素っ裸』（学習研究社, 1988年）ISBN 405102850X